# Eoacmaea javanica
Eoacmaea javanica is een slakkensoort uit de familie van de Eoacmaeidae. De wetenschappelijke naam van de soort is voor het eerst geldig gepubliceerd in 2005 door Nakano, Aswan & Ozawa.